# Kaagbaan

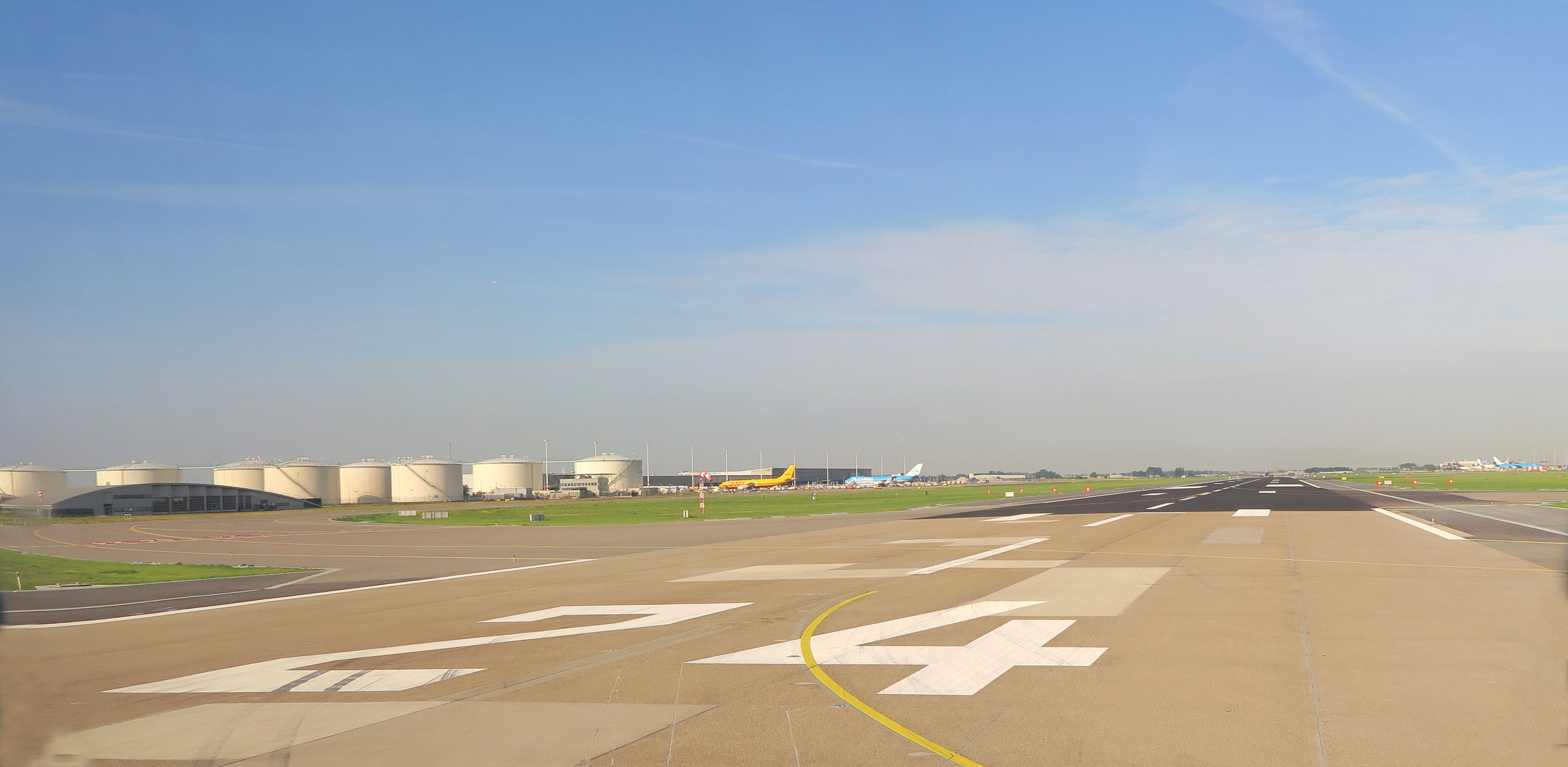
De Kaagbaan gezien naar het zuidwesten. Juli 2017.

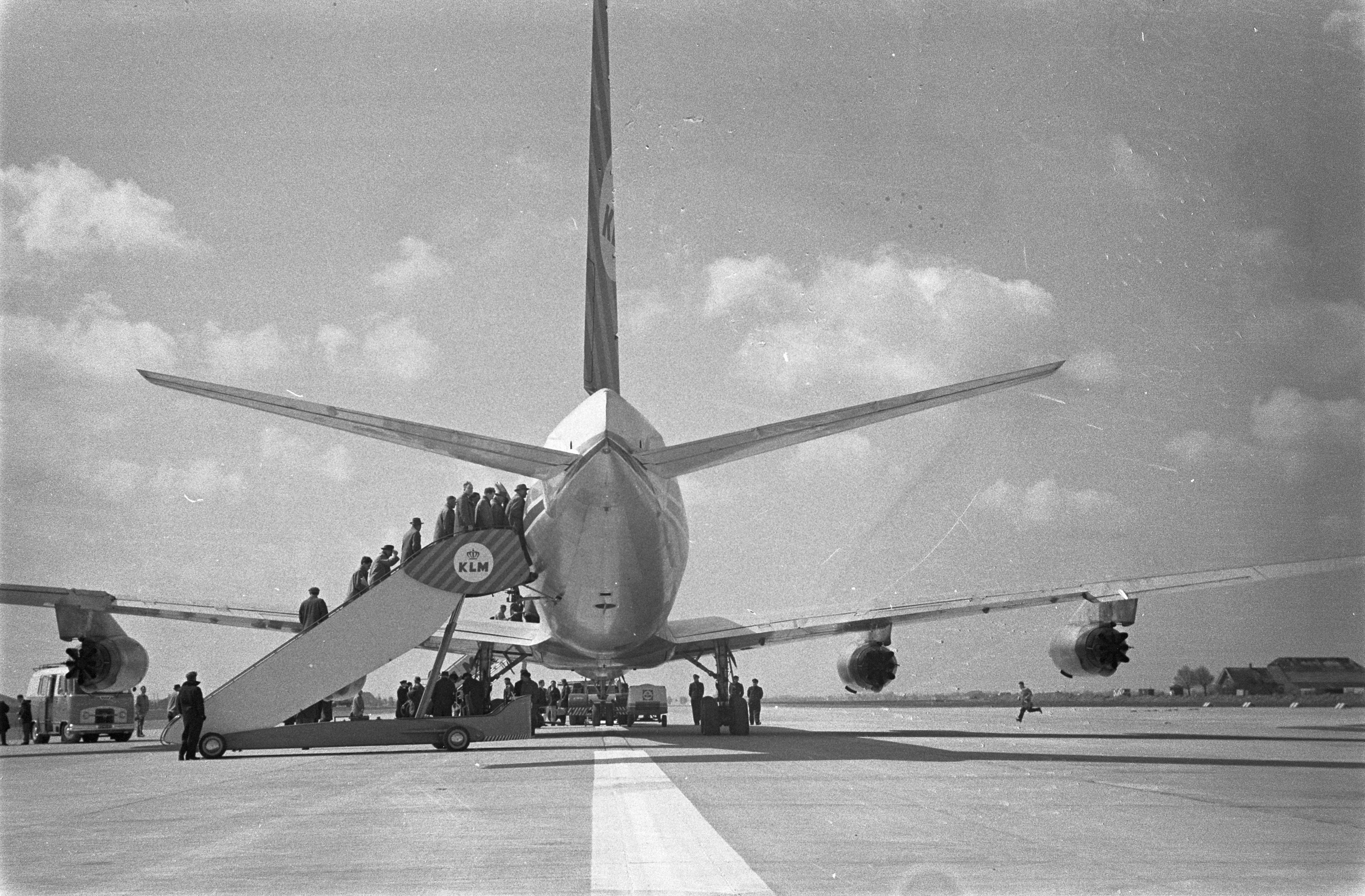
Genodigden stappen aan boord van een DC-8 van de KLM bij de ingebruikname van de baan. 14 april 1960

De Kaagbaan (06 in noordoostelijke richting, 24 zuidwestelijk) is een start- en landingsbaan van luchthaven Schiphol. Hij ligt ten zuiden van de Zwanenburgbaan en de Buitenveldertbaan, en ten westen van de Aalsmeerbaan. De Kaagbaan loopt van zuidwest naar noordoost (060° - 240°). Hij is 45 meter breed en 3490 meter lang en werd in gebruik genomen in 1960.
Op de Polderbaan na is dit de langste baan van Schiphol. De baan is genoemd naar de Kagerplassen omdat de aanvliegroute over dit gebied voert. Net als de Polderbaan wordt de Kaagbaan ook 's nachts gebruikt, maar alleen van en naar het zuidwesten. Omdat de route vanuit het noordoosten over Amsterdam voert, wordt de Kaagbaan overdag zelden van en naar het noordoosten gebruikt. In 2002 gebeurde dit echter nog veelvuldig, waardoor de norm dat niet meer dan 1 procent van de landingen via Amsterdam-Centrum mag verlopen fors werd overschreden.
De Kaagbaan is in 2017 compleet gerenoveerd.
Er zijn plannen om parallel aan de Kaagbaan een zevende baan aan te leggen, Schiphol heeft hiervoor een grondreservering gemaakt ten zuidoosten van deze baan deels op het gebied van het huidige Schiphol-Rijk. Op 12 juni 2023 heeft minister Harbers (Infrastructuur en Waterstaat) bekendgemaakt dat deze 2e Kaagbaan er niet komt en dat de grondreservering is opgeheven. Dit omdat uit onderzoek is gebleken dat de opbrengsten niet opwegen tegen de (hoge) aanlegkosten van deze baan.
De Kaagbaan passeert de locatie van het vroegere dorp Rijk.

## Spottersplek
Op 26 januari 2008 is de spottersplek van de Kaagbaan gesloten. Dit in verband met uitbreiding van het Schipholterrein. Men kan sindsdien terecht op de spottersplek bij de Polderbaan.
Polderbaan · Aalsmeerbaan · Zwanenburgbaan · Buitenveldertbaan · Kaagbaan · Oostbaan